# Ivars Timermanis
Ivars Timermanis, né le 4 février 1982, à Bauska, en République socialiste soviétique de Lettonie, est un joueur letton de basket-ball. Il évolue au poste d'ailier.